# Tribunal Simulado (moot court)
Tribunal Simulado ou Tribunal Discutível (em inglês: moot court) é uma atividade co-curricular em muitas faculdades de direito. Os membros participam de cortes simuladas ou de procedimentos de arbitragem, geralmente envolvendo a redação de memoriais ou memorandos e participando de sustentação oral. Na maioria dos países, a expressão "moot court" pode ser abreviada para simplesmente "moot" ou "mooting". Os participantes são chamados de "mooters" ou, menos convencionalmente, "mooties".

## Formato e estrutura

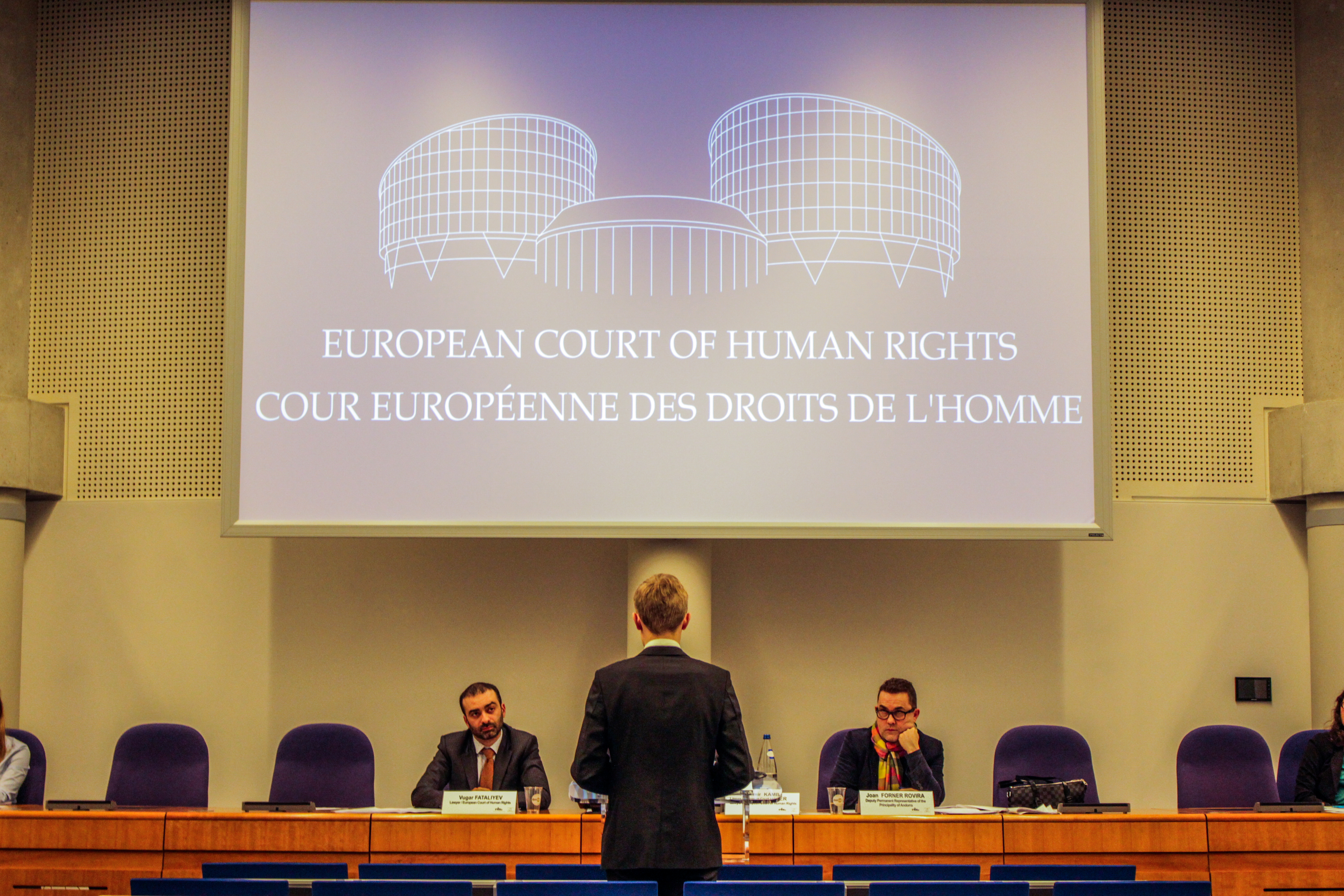
5ª rodada do Campeonato Europeu de Direitos Humanos, realizada no prédio do Tribunal Europeu de Direitos Humanos

O tribunal simulado envolve procedimentos simulados perante um tribunal de apelação, tribunal arbitral ou órgão internacional de resolução de disputas. Estes são diferentes dos julgamentos simulados que envolvem julgamentos de júri simulados ou julgamentos de bancada. O tribunal simulado não envolve depoimento real de testemunhas, interrogatório ou apresentação de provas, mas se concentra exclusivamente na aplicação da lei a um conjunto comum de suposições probatórias, fatos e esclarecimentos/correções aos quais os concorrentes são apresentados. Embora não sejam discutíveis no sentido tradicional, as competições de resolução alternativa de disputas com foco em mediação e negociação também se autodenominaram competições discutíveis nos últimos tempos, assim como as competições de Role-playing no fizeram.
Os tribunais simulados, assim como a revisão jurídica e o trabalho clínico, são uma das principais atividades extracurriculares em muitas faculdades de direito em todo o mundo. Dependendo da competição, os alunos podem passar um semestre pesquisando e escrevendo as submissões escritas ou memoriais, e outro semestre praticando seus argumentos orais, ou podem preparar ambos no espaço de algumas semanas. Enquanto as competições simuladas domésticas tendem a se concentrar na lei municipal, como o direito penal ou contratual, as competições simuladas regionais e internacionais tendem a se concentrar em assuntos transfronteiriços, como o direito da UE, direito internacional público (incluindo seus subconjuntos de direito ambiental, direito espacial, e direito da aviação ), direito internacional dos direitos humanos, direito internacional humanitário, direito penal internacional, direito do comércio internacional, direito marítimo internacional, arbitragem comercial internacional e arbitragem de investimento direto estrangeiro. Questões auxiliares relativas à jurisdição, situação, escolha de lei e soluções também são ocasionalmente envolvidas, especialmente em arbitragem e debates de direito internacional.
Na maioria das competições de tribunal simulado, há dois lados e cada lado é representado por dois palestrantes ou oradores (embora a composição da equipe inteira possa ser maior e o número de palestrantes possa variar de um a quatro) e um terceiro membro, às vezes conhecido como do advogado, pode sentar-se com os oradores. Cada palestrante geralmente fala entre 10 e 25 minutos, cobrindo de um a três assuntos principais. Depois que as submissões principais forem concluídas, geralmente haverá uma ou duas rodadas curtas de réplica e até mesmo tréplica. As comunicações entre as partes podem ou não ser proibidas. Ao longo das sustentações, os juízes - geralmente advogados, acadêmicos ou juízes reais - podem fazer perguntas, embora em algumas competições as perguntas sejam reservadas para o final das sustentações.
Em competições maiores, as equipes precisam participar de até dez rodadas; os estágios de nocaute/eliminação são geralmente precedidos por uma série de rodadas preliminares para determinar a propagação. As equipes quase sempre devem trocar de lado (candidato/apelante/reclamante de um lado e respondente do outro) durante a competição e, dependendo do formato da discussão, o problema discutível geralmente permanece o mesmo. As pontuações das submissões escritas são levadas em consideração para a maioria das competições para determinar a qualificação (seja para a competição ou para as eliminatórias) e a classificação, e às vezes até uma determinada fase eliminatória.

## Competições internacionais de moot court
As competições simuladas internacionais são geralmente direcionadas a estudantes e só permitem participantes que não se qualifiquem para praticar a lei em qualquer jurisdição. No entanto, há um punhado de concursos simulados internacionais que são direcionados a advogados recém-qualificados, como o ECC-SAL Moot, que é um debate regional iniciado em 2012 e é organizado conjuntamente pela Essex Court Chambers e a Singapore Academy of Law, e a competição para Jovens Advogados de Nova Gales do Sul / CIArb.
A tabela abaixo lista algumas das competições simuladas internacionais mais notáveis para estudantes. As moots internacionais de Grand slam referem-se a moots dos melhores de uma classe ou aquelas que atraem um número substancial de equipes, enquanto as competições menores ou menos estabelecidas e apenas regionais são conhecidas como internacionais e regionais, respectivamente. Alguns países também dividem as competições em vários níveis de prestígio para o propósito de atribuição de pontos nas tabelas de classificação, com moots como as competições Jessup e Vis sendo consideradas como pertencentes ao nível mais alto. A maioria dos moots internacionais permite apenas uma equipe por instituição; competições que permitem mais de uma equipe tendem a ser menores em escala, e competições que permitem que equipes incluam membros de mais de uma instituição são raras. Algumas competições também limitam o número de equipes com base na localização geográfica; por exemplo, para a maioria dos países, o Jessup geralmente permite apenas uma instituição qualificatória para cada dez faculdades de direito.
Para a temporada de moots internacionais de 2019/20, muitas competições como Jessup, Frankfurt e Tribunal Penal Internacional foram canceladas devido ao Covid-19 . Algumas competições, no entanto, como o European Law Moot Court Competition, Price, Vis e Vis East, sediaram as rodadas orais por meio de plataformas online, como Zoom e Microsoft Teams . Com as viagens internacionais ainda amplamente restritas no final de 2020, todas as principais competições adotaram o formato virtual para 2020/21 também, com algumas modificando as regras relativas aos procedimentos de qualificação e métodos de apresentação (como ficar em pé ou sentado, compartilhar dispositivos e tempo de fala) .

### Lista de competições notáveis
| Competição                                          | Estabelecido                                                    | Classe        | Assunto Principal                          | Recorde de participação anual (ano)           | Local das finais internacionais | Rodadas nacionais ou regionais   | Limite de equipes do mesmo país ou região | Pré-moots | Várias Equipes da mesma instituição | Maioria dos campeonatos (internacional)                                             |
| Philip C Jessup                                     | 1960 (1968 para rodadas internacionais; nenhuma rodada em 2020) | Grand Slam    | Lei Pública Internacional                  | 645 equipes (2017) Online: 574 equipes (2021) | Washington D.C.                 | Sim                              | Sim                                       | Não       | Não                                 | Universidade de Sydney (6; 1 online)                                                |
| Willem C Vis                                        | 1993                                                            | Grand slam    | Arbitragem comercial internacional         | 379 equipes (2019) Online: 387 equipes (2021) | Viena                           | Pré-moots opcionais              | Não                                       | Sim       | Não                                 | Univeridade de Ottawa (3)                                                           |
| Willem C Vis (East)                                 | 2003                                                            | Grand slam    | Arbitragem comercial internacional         | 133 equipes (2018) Online: 150 equipes (2021) | Hong Kong                       | Pré-moots opcionais              | Não                                       | Sim       | Não                                 | Universidade Nacional de Ciências Jurídicas de Bengala Ocidental (2)                |
| Price Media Law                                     | 2007                                                            | Grand slam    | Direito Internacional dos Direitos Humanos | 121 equipes (2014) Online: 100 equipes (2021) | Oxford                          | Sim                              | Não                                       | Não       | Não                                 | Singapore Management University (4; 1 online)                                       |
| International Criminal Court                        | 2005 (2007 para rodadas internacionais; nenhuma rodada em 2020) | Grand slam    | Direito penal internacional                | 112 equipes (2016) Online: 95 equipes (2021)  | Haia                            | Sim                              | Não                                       | Não       | Não                                 | Singapore Management University (4; 1 online)                                       |
| Frankfurt Investment Arbitration                    | 2007 (sem rodadas 2020)                                         | Grand slam    | Arbitragem de invertimento internacional   | 66 equipes (2017) Online: 43 equipes (2021)   | Frankfurt                       | Sim                              | Não                                       | Sim       | Não                                 | Universidade de Miami (2)                                                           |
| Lachs Space Law Moot                                | 1992 (1993 para rodadas internacionais)                         | Internacional | Lei do espaço                              | 74 equipes (2017)                             | Varia                           | Sim                              | Sim                                       | Não       | Não                                 | * Universidade George Washington (3) * National Law School of India University (3)  |
| Fletcher Insolvency                                 | 2016                                                            | Internacional | Lei internacional de insolvência           | 28 equipes (2020) Online: 34 equipes (2021)   | Varia                           | Qualificação por envios escritos | Não                                       | Não       | Não                                 | Singapore Management University (2)                                                 |
| Oxford Intellectual Property Law                    | 2003 (sem rodadas em 2020)                                      | Internacional | Lei de propriedade intelectual             | 66 equipes (2018) Online: 32 equipes (2021)   | Oxford                          | Qualificação por envios escritos | Não                                       | Não       | Não                                 | Universidade de Tecnologia de Queensland (3)                                        |
| Sarin Air Law                                       | 2010                                                            | Internacional | Direito aéreo                              | 41 equipes (2018) Online: 36 equipes (2021)   | Varia                           | Sim                              | Não                                       | Não       | Não                                 | Ram Manohar University (3)                                                          |
| PAX                                                 | 2013                                                            | Internacional | Direito internacional privado              | 26 equipes (2021)                             | Varia                           | Não                              | Não                                       | Não       | Não                                 | Empate entre vários                                                                 |
| Foreign Direct Investment International Arbitration | 2008                                                            | Internacional | Arbitragem de litígios investidor-estado   |                                               | Varia                           | Sim                              | Não                                       | Não       | Sim                                 | Universidade Murdoch (2)                                                            |
| Nuremberg                                           | 2014 (sem rodadas em 2020)                                      | Internacional | Direito penal internacional                | 50 equipes (2019) Online: 50 equipes (2021)   | Nuremberg                       | Qualificação por envios escritos | Sim                                       | Não       | Não                                 | Universidade de Maastricht (2)                                                      |
| International Maritime Law Arbitration              | 2000 (sem rodadas em 2020 e 2021)                               | Internacional | Direito marítimo internacional             | 34 equipes (2020)                             | Varia                           | Não                              | Sim                                       | Não       | Não                                 | Universidade de Queensland (9)                                                      |
| Stetson Environmental Law                           | 1997 (2001 para rodadas internacionais)                         | Internacional | Direito ambiental internacional            |                                               | Gulfport                        | Sim                              | Não                                       | Não       | Sim                                 | Law Society of Ireland (4)                                                          |
| Mandela World Human Rights                          | 2009                                                            | Internacional | Direito Internacional dos Direitos Humanos | 164 equipes (2018)                            | Pretória                        | Qualificação por envios escritos | Sim                                       | Sim       | Sim                                 | Norman Manley Law School (3)                                                        |
| John Jackson WTO                                    | 2002                                                            | Internacional | Lei da Organização Mundial do Comércio     | 99 equipes (2018)                             | Genebra                         | Sim                              | Não                                       | Não       | Sim                                 | Universidade de Melbourne (3)                                                       |
| LAWASIA                                             | 2005 (semi-cancelado em 2019)                                   | Regional      | Arbitragem comercial internacional         | 41 equipes (2018) Online: 17 equipes (2020)   | Varia                           | Yes (only Malaysia)              | Não                                       | Não       | Only for Malaysia                   | Singapore Management University (5)                                                 |
| Red Cross IHL                                       | 2003 (2004 para rodadas internacionais; sem rodadas em 2020)    | Regional      | Direito Internacional Humanitário          | 120 equipes (2019)                            | Hong Kong                       | Yes (Hong Kong exempted)         | Não                                       | Não       | Não                                 | * Universidade de Hong Kong (2) * Universidade Victoria de Wellington (3; 1 online) |
| African Human Rights                                | 1992                                                            | Regional      | Direitos Humanos na África                 |                                               | Varia na África                 | Não                              | Não                                       | Não       | Não                                 |                                                                                     |
| The European Law Moot Court Competition             | 1988                                                            | Regional      | Direito da União Europeia                  |                                               | Luxemburgo                      | Sim                              | Sim                                       | Não       | Não                                 |                                                                                     |
| Asia Cup                                            | 1999 (sem rodadas em 2020)                                      | Regional      | Lei pública internacional                  | 40 equipes (2011)                             | Tóquio                          | Qualificação por envios escritos | Sim                                       | Não       | Não                                 | National University of Singapore (6)                                                |
| International Roman Law Moot Court                  | 2008                                                            | Regional      | Direito Romano                             |                                               | Varia                           | Não                              | Não                                       | Não       | Não                                 | Universidade de Cambridge (3)                                                       |
| European Human Rights Moot Court Competition        | 2012                                                            | Regional      | Convenção Europeia dos Direitos Humanos    | 120 equipes (2013)                            | Estrasburgo                     | Sim                              | Sim                                       | Não       | Não                                 | Universidade IE (2; 1 online)                                                       |

## Competições domésticas de tribunais simulados

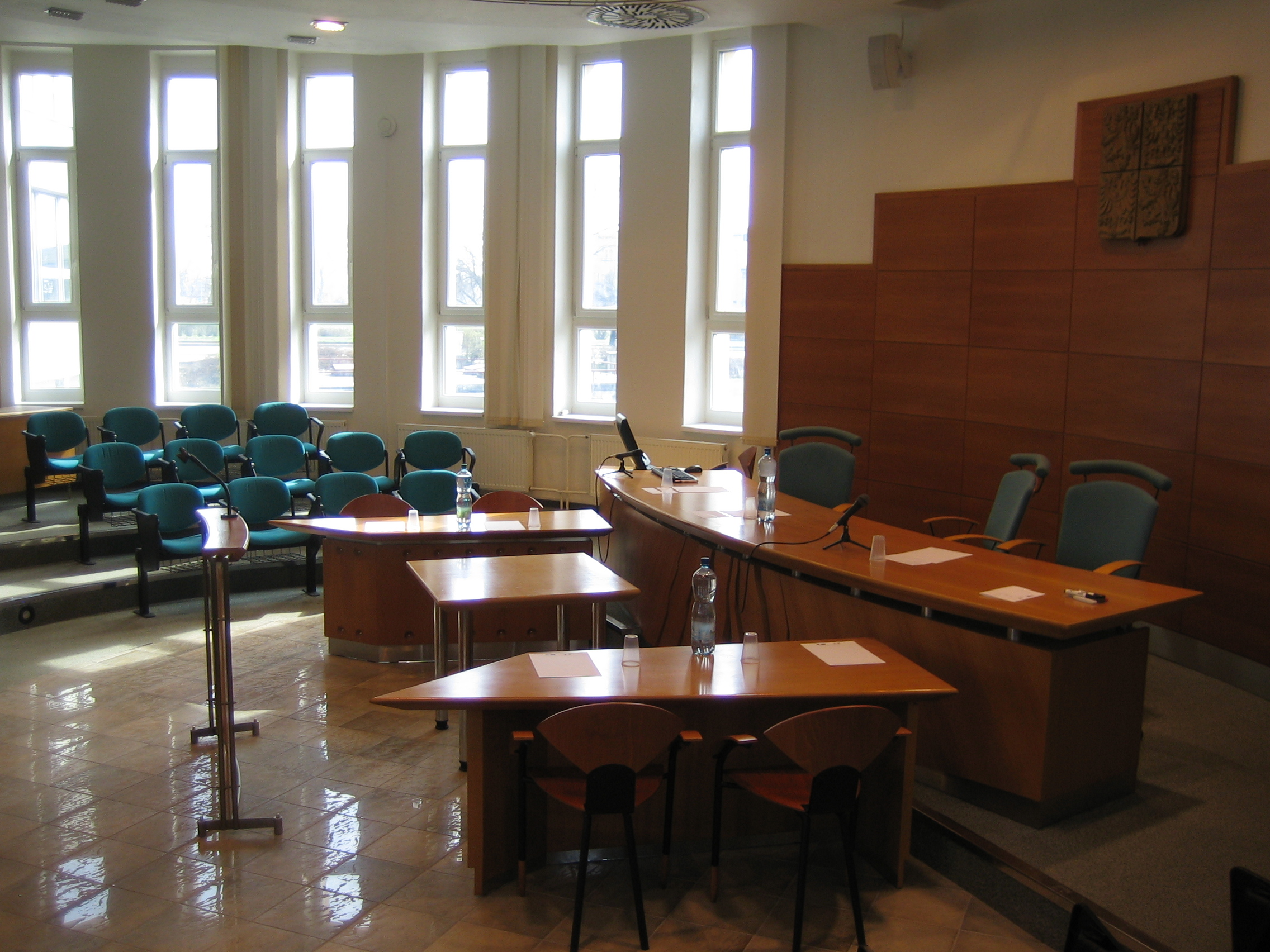
O tribunal simulado de uma faculdade de direito

### América do Norte
Algumas organizações de tribunais simulados aceitam um pequeno grupo de pessoas como membros, e cada um desses membros participa de uma série de competições de tribunais simulados nacionais ou regionais. Outras escolas aceitam um número maior de membros, e cada membro é combinado com uma competição. Algumas escolas conduzem tribunais simulados inteiramente intramuralmente. Competições de tribunais simulados são normalmente patrocinados por organizações com interesse em uma área específica do direito, e os problemas de tribunais simulados tratam de uma questão nesse campo. As competições são frequentemente julgadas por profissionais jurídicos com experiência na área específica do direito ou, às vezes, por juízes titulares.
A estrutura básica de uma competição em um tribunal simulado é aproximadamente paralela ao que aconteceria na prática real de apelação. Os participantes normalmente receberão um problema com antecedência, que inclui os fatos do caso subjacente e, muitas vezes, uma opinião de um tribunal inferior que está sendo contestada no problema. Os alunos devem então pesquisar e se preparar para esse caso como se fossem advogados ou defensores de uma ou às vezes de ambas as partes. Dependendo da competição, os participantes serão obrigados a enviar briefs escritos, participar de sustentação oral ou ambos. O caso ou problema geralmente é de interesse atual, às vezes imitando um caso real e às vezes fabricado para resolver questões jurídicas difíceis.
Competições notáveis incluem Ames Moot Court Competition e The Laskin Moot . Uma série de competições de tribunais simulados se concentram em áreas específicas do direito. Por exemplo, o Centro da Primeira Emenda realiza anualmente uma Competição Nacional de Tribunal Simulado da Primeira Emenda, na qual os juízes incluíram vários juízes das Cortes de Apelações dos Estados Unidos. 

### Reino Unido
Na Inglaterra e no País de Gales, o debate tipicamente simula procedimentos no Tribunal de Apelação ou na Suprema Corte . As questões discutíveis geralmente envolvem duas questões de direito que estão sob disputa e vêm com um conjunto de fatos sobre o caso que foram decididos no julgamento de primeira instância. Geralmente, a questão envolverá um assunto que não está claro sob o estado atual da lei e para o qual não existe precedente direto. É prática normal que o advogado sênior analise o primeiro ponto e o júnior, o segundo; embora isso possa variar dependendo da natureza exata e da extensão necessária dos argumentos. Normalmente, a pergunta se concentrará em uma área do direito, como delito civil, contrato, direito penal ou direito de propriedade .
Na Escócia, um debate pode ser realizado em uma variedade de fóruns; em problemas de direito civil, é definido mais comumente na Câmara Interna do Tribunal de Sessão ou na Câmara dos Lordes, embora não seja incomum que um debate seja ouvido no Sheriff Court perante o Sheriff ou o Sheriff Principal. Ocasionalmente, um Employment Appeal Tribunal também pode ser usado como um fórum para um debate sobre a lei civil escocesa. Se o problema discutível diz respeito ao Direito Penal, a discussão provavelmente será ouvida como se fosse na divisão de apelação do Tribunal Superior de Justiça (comumente conhecido como Tribunal de Apelação Criminal). O advogado júnior tem mais probabilidade de aceitar o primeiro ponto discutível e o advogado sênior o segundo (no entanto, isso pode ser revertido, dependendo do problema). O formato do debate é muito mais adversário do que o dos debates ingleses e galeses. Isso se manifesta de maneiras diferentes, principalmente com os apelantes e os réus se enfrentando durante uma votação, em vez de, como na Inglaterra e no País de Gales, enfrentando o juiz.
Competições notáveis no Reino Unido incluem o English Speaking Union Moot e o London Universities Mooting Shield .